# Maestro di Boucicaut
Il Maestro di Boucicaut o Maestro del Maresciallo di Boucicaut (in francese Meister des Maréchal de Boucicaut; fl. circa 1390-1430) è stato un miniatore e pittore francese o fiammingo attivo nel primo quarto del XV secolo a Parigi.
Deve il suo nome al Libro d'ore del maresciallo di Boucicaut, commissionato dal maresciallo di Francia Jean le Meingre de Boucicaut e realizzato tra il 1410 e il 1415. A partire da una prima indicazione di Paul Durrieu, venne, seppure su basi differenti, da molti studiosi identificato come Jacques Coene, artista originario di Bruges, noto solo attraverso fonti scritte, che fu direttore del cantiere per il Duomo di Milano nel primo decennio del Quattrocento.
Maestro indipendente, ossia non legato ad alcuna committenza particolare, direttore di una frequentatissima bottega parigina, la sua opera fu importante per la pittura italiana e fiamminga del Quattrocento, ponendosi come diretto antecedente per il nuovo approccio spaziale e per le innovazioni nel trattamento della luce e del colore nei fiamminghi a partire da Jan van Eyck. Formò lo stile di generazioni di miniatori che si mossero dopo di lui verso una maggiore caratterizzazione delle fisionomie. Jean Fouquet derivò dalle miniature del Maestro di Boucicaut la predilezione per la luce chiara e universale e per gli equilibri cromatici basati sui contrasti tra i blu e i rossi.
Il Maestro di Boucicaut viene spesso paragonato al Maestro di Bedford ed al Maestro delle Ore di Rohan.

## Biografia

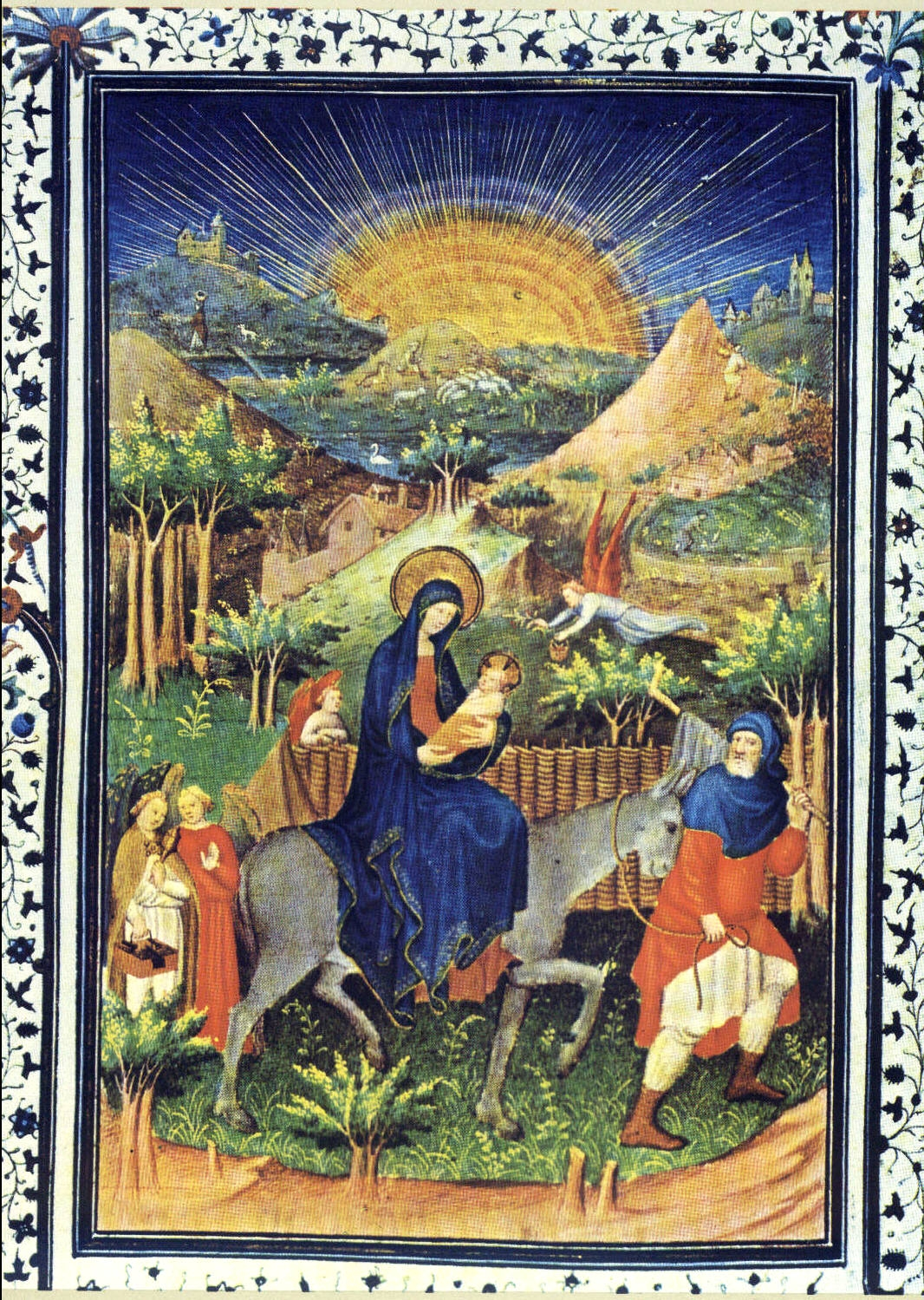
Maestro di Boucicaut. Libro d'ore del Maresciallo di Boucicaut. Fuga in Egitto. Folio 90.

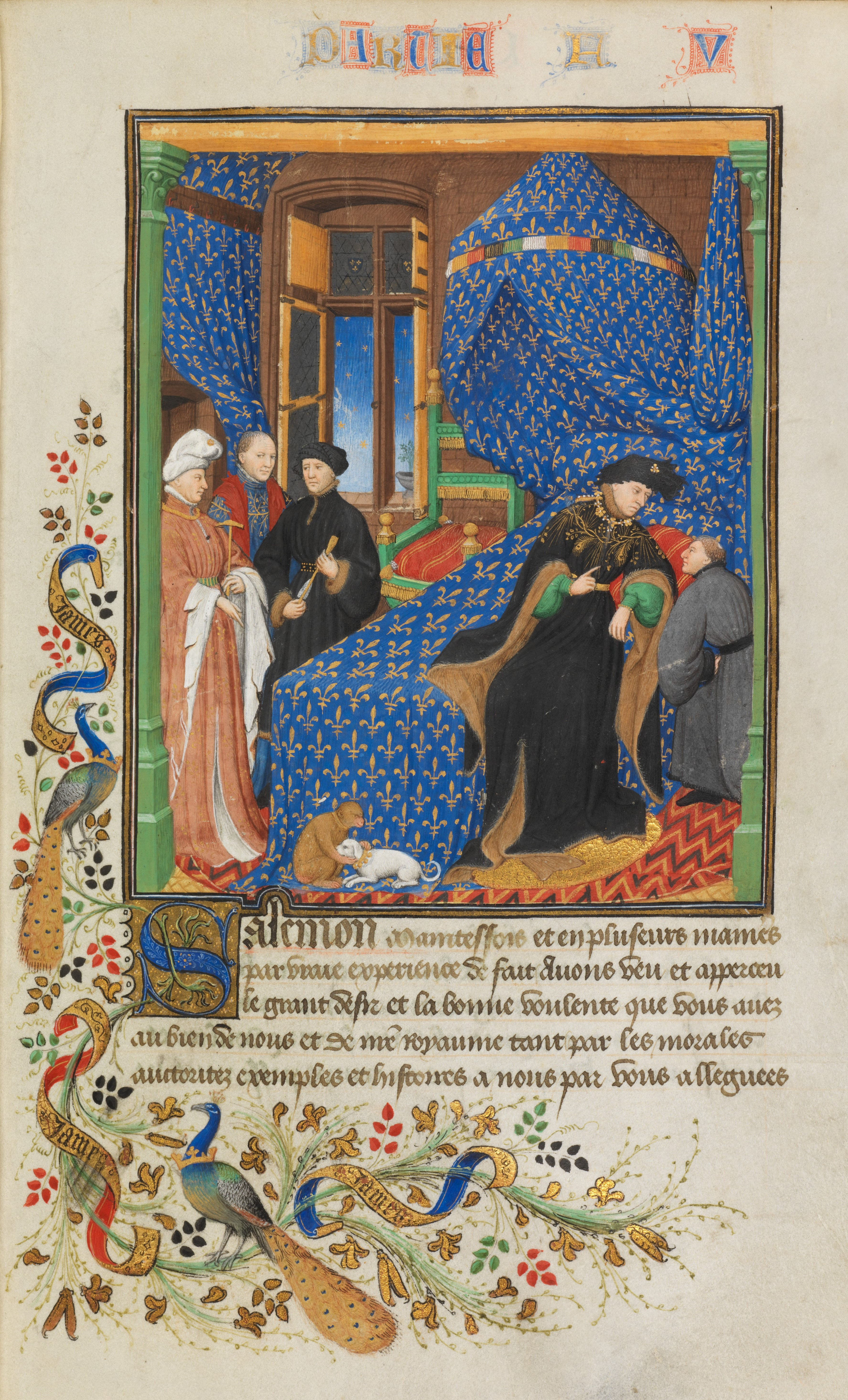
Maestro di Boucicaut, Demandes à Charles VI, Pierre Salomon in conversazione con il re Carlo VI (Ms. Français 165, f. 4), Biblioteca di Ginevra

Gli unici dati biografici relativi al maestro sono quelli desumibili dalle opere attribuite alla sua mano o alla bottega. L'identificazione con Jacques Coene permette di fornire basi documentarie alle innovazioni formali introdotte dal maestro, sia per quanto riguarda l'uso del colore, sia per le novità nella rappresentazione spaziale. La notizia più antica relativa al Coene è datata 1398 e riguarda le indicazioni fornite a Johannes Alcherius sulla produzione dei colori, le quali saranno utilizzate da Alcherius, insieme a quelle fornite da altri artisti francesi e italiani, in due trattati del 1398 giunti a noi nella trascrizione di Jehan Le Bègue. La tradizione italiana all'interno della quale sembra inserirsi la rappresentazione realistica dello spazio nei manoscritti del Maestro di Boucicaut sarebbe in parte dovuta ad un soggiorno milanese presso i Visconti, avvenuto su suggerimento di Alcherius nel 1399, dove sarebbe stato incaricato, insieme ad altri due artisti, di fornire suggerimenti relativi alla costruzione della cattedrale milanese. Tale soggiorno spiegherebbe anche la presenza insolita, all'interno delle opere attribuite alla bottega del maestro, di manoscritti di commissione italiana: un manoscritto in italiano recante le armi dei Visconti (Torino, Biblioteca Reale, MS Var. 77) e un messale appartenente alla famiglia Trenta di Lucca, famiglia particolarmente legata a Jacopo della Quercia (Lucca, Biblioteca statale, MS 3122). Lo stesso maresciallo de Boucicaut svolse ruoli ufficiali a Genova tra il 1401 e il 1407.

## Stile
Fu Panofsky a evidenziare gli aspetti innovativi nell'opera del Maestro di Boucicaut dal punto di vista prospettico, architettonico come paesaggistico, e la sua capacità di utilizzare in funzione spaziale effetti ottenuti con l'uso sapiente della luce e del colore. Grazie alla scoperta di nuove sostanze agglutinanti, egli seppe disporre di colori più brillanti, capaci di creare trasparenze e più precisi nella resa minuziosa dei dettagli. Nelle miniature del Maestro di Boucicaut, come in quelle dei suoi collaboratori, il cielo si schiarisce all'orizzonte, il prato è reso vibrante da piccoli fiori e screziature dorate e si perde in un bruno chiaro sul fondo, gli alberi hanno tronchi dorati contenuti entro una linea di contorno bruna, mentre chiome color verde chiaro presentano rialzi in giallo nella parte alta e ombreggiature in verde scuro. Anche l'interazione tra le figure è studiata e curata e l'azione principale è attentamente incorniciata da elementi paesaggistici. Diverse sono inoltre le prospettive empiriche impiegate per la resa spaziale delle architetture e ingegnosi gli espedienti ottici, come l'arcatura nella linea del terreno per il paesaggio, anticipazione della prospettiva circolare di Jean Foquet; una sorta di prospettiva aerea van eyckiana è ottenuta con la scarsa definizione degli oggetti più lontani che risultano come avvolti nella nebbia. Anche i margini vengono coinvolti nel gioco prospettico quando tralci vegetali si curvano a formare medaglioni che contengono scene collegate alla principale.
Oltre alla cultura figurativa italiana, punto di partenza del Maestro di Boucicaut dovette essere Jean Pucelle. La corrente italianizzante all'interno della quale si situa il maestro aveva tra i suoi principali esponenti un autore come Jacquemart de Hesdin di cui il maestro anonimo recepì il gusto per la monumentalità. Da Hesdin derivò anche l'uso di diaframmi architettonici posti tra la scena e l'osservatore, elementi di origine italiana che il Maestro di Boucicaut adattò trasformando la tradizionale forma ad arco in una apertura architravata traducibile come vera e propria finestra aperta sulla scena, dotata talvolta di davanzale con fiori annessi.  Oltre il diaframma lo spazio si definisce su numerosi piani, tra i quali si dispongono figure di osservatori, sacre o profane, che si affacciano dalle aperture aumentando la spazialità della scena e ponendosi come presenze attualizzanti, riflessi dell'osservatore reale. In opere come le miniature delle Demandes à Charles VI (Ms. Français 165 della Biblioteca Universitaria di Ginevra) spicca, oltre alla precisione ottica nel riprodurre la realtà (le venature del legno, le decorazioni nei pavimenti...) e le fisionomie, il nuovo senso della spazialità che anticipa gli sviluppi successivi della pittura fiamminga: l'episodio di Pierre Salmon in conversazione con il re, delimitato ai lati da due colonnine e un architrave, è un esempio di impiego di quel diaframma da cui si svilupperà in ambito teatrale il boccascena. Il ritratto realistico di Carlo VI di Francia è ispirato alla cura dei particolari dal vero. 

## La bottega

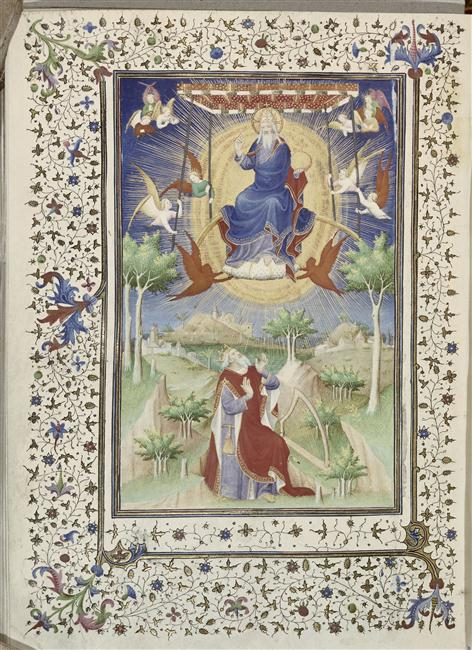
Maestro di Boucicaut. Libro d'ore del Maresciallo di Boucicaut. Davide in preghiera. Folio 125.

Le caratteristiche delle opere che in base a considerazioni di ordine stilistico sono state riunite attorno al manoscritto eponimo, indicano all'interno della bottega del maestro una produzione di manufatti librari sia lussuosi sia molto comuni. Il Maestro di Boucicaut era affiancato da numerosi collaboratori istruiti ad una produzione standardizzata e omogenea, capace di adattarsi alla domanda di una clientela varia e numerosa. Lo stile omogeneo della bottega permise agli studiosi di raccogliere intorno al manoscritto eponimo, l'unico interamente autografo, 59 manoscritti. L'attività della bottega coincise con due decadi di intense lotte interne tra membri dell'aristocrazia francese; non essendo essa legata a nessun committente particolare continuò a lavorare indisturbata durante questi anni di turbolenza. Tutti i manoscritti datati facenti parte del gruppo sono stati prodotti dopo il 1407 e molti di essi su incarico di importanti membri dell'aristocrazia francese, ad esempio parte delle Grandes Heures di Jean de Berry, il testo di Pierre Salmon per Carlo VI, i Livres des merveilles (Parigi, BNF, MS fr. 2810) donati da Giovanni di Borgogna a Jean de Berry, il manoscritto Visconti, il Messale di Lorenzo Trenta e un libro d'ore prodotto per un committente avignonese, proveniente dalla collezione Bradfer-Lawrence.
Nel gruppo è possibile riconoscere mani diverse, non solo tra diversi manoscritti, ma anche all'interno di una stessa opera. I 27 libri d'ore che fanno parte del gruppo di Boucicaut costituiscono, da un punto di vista stilistico, un insieme molto coeso: le figure tendono a conformarsi ad una tipologia comune, sono vestite elegantemente, fanno gesti riservati e contenuti, limitandosi a inclinare la testa o ad alzare una mano. Ciò che varia è la qualità; la disponibilità economica del committente e quindi il tempo dedicato al lavoro che si rispecchia nella minore accuratezza prestata alla definizione dei volti e ai dettagli presenti negli sfondi. Nove tra i 27 libri d'ore mostrano variazioni rispetto al ciclo standard, normalmente fissato dalla tradizione e dalla singola bottega; vi si trovano talvolta tracce di quei disegni eseguiti al margine, che fornivano indicazioni al miniatore sul contenuto e sulla composizione della pagina, normalmente cancellati al termine del lavoro, ma talvolta ancora presenti. Vi è in questi casi un legame molto esile tra il disegno al margine e la miniatura eseguita. Le differenze tra i volumi, oltre che legate alla possibilità di sperimentare formule nuove, dipendevano dalle scelte del committente, relative ai testi come alle illustrazioni.